# Mervyn Alexander
Mervyn Alban Alexander (* 29. Juni 1925 in Highbury, London; † 14. August 2010 in Clifton-Bristol, England) war römisch-katholischer Bischof von Clifton. 

## Leben
Mervyn Alexander studierte Theologie am Venerable English College in Rom und empfing am 18. Juli 1948 die Priesterweihe im römischen Leonine College. Nach einem Promotionsstudium an der Päpstlichen Universität Gregoriana wurde er 1951 zum Doctor theologiae promoviert. Alexander war von 1951 bis 1964 stellvertretender Priester an der Kathedrale St. Peter und Paul in Clifton, Bristol. Zudem war er Krankenhausseelsorger im Bristol Maternity and Homeopathic Hospital. 1953 wurde er Kaplan und Hochschulpfarrer der University of Bristol. 1967 übernahm er als Pfarrer die Gemeinde Our Lady of Lourdes in Weston-super-Mare.
Papst Paul VI. ernannte Mervyn Alexander am 8. März 1972 zum Titularbischof von Pinhel und bestellte ihn zum Weihbischof im Bistum Clifton. Der Bischof von Clifton Joseph Edward Rudderham spendete ihm am 25. April desselben Jahres die Bischofsweihe; Mitkonsekratoren waren George Patrick Dwyer, Erzbischof von Birmingham, und John Edward Petit, Bischof von Menevia. 
Am 20. Dezember 1974 erfolgte durch Papst Paul VI. die Ernennung zum Bischof von Clifton. 1987/1988 führte Alexander eine Diözesansynode durch. 1997 schritt er gegen die Gemeinschaft des Neokatechumenalen Weges ein, weil diese separate Gottesdienste feierte und Gemeinden spaltete, und untersagte ihr die Tätigkeit im Bistum Clifton.
Alexander war von 1973 bis 1983 Mitglied des Sekretariats für Nicht-Christen (seit 1988: Päpstlicher Rat für den Interreligiösen Dialog) und gleichzeitig Vorsitzender der Kommission für die Nicht-Christen in Wales und England. Von 1977 bis 1983 war er stellvertretender Vorsitzender der Kommission für die Liturgie und von 1976 bis 1983 Präsident des Catholic Child Welfare Council. Alexander engagierte sich insbesondere in der Ökumene in Wales und England und war von 1976 bis 1980 Co-Vorsitzender der römisch-katholischen und methodistischen Komitees. 1977 wurde er zum Co-Vorsitzenden der Ecumenical Society of the Blessed Virgin Mary gewählt. 1982 wurde er Vorsitzender des Arbeitskreises für die Spiritualität des Papstbesuches von Johannes Paul II. in England und Wales. Von 1982 bis 1999 war er Vorsitzender des Komitees für die Künste und Architektur.
Am 27. Februar 2001 nahm Papst Johannes Paul II. seinen altersbedingten Rücktritt an. Er war anschließend Pfarrer in St. Joseph in Weston-super-Mare. Seit 2008 lebte er im St. Angelas Heim in Clifton.

## Ehrungen
2001 erhielt er für sein Engagement für die Stadt Bristol und die University of Bristol die Ehrendoktorwürde der Rechtswissenschaften.